# Ленинский район (Самара)

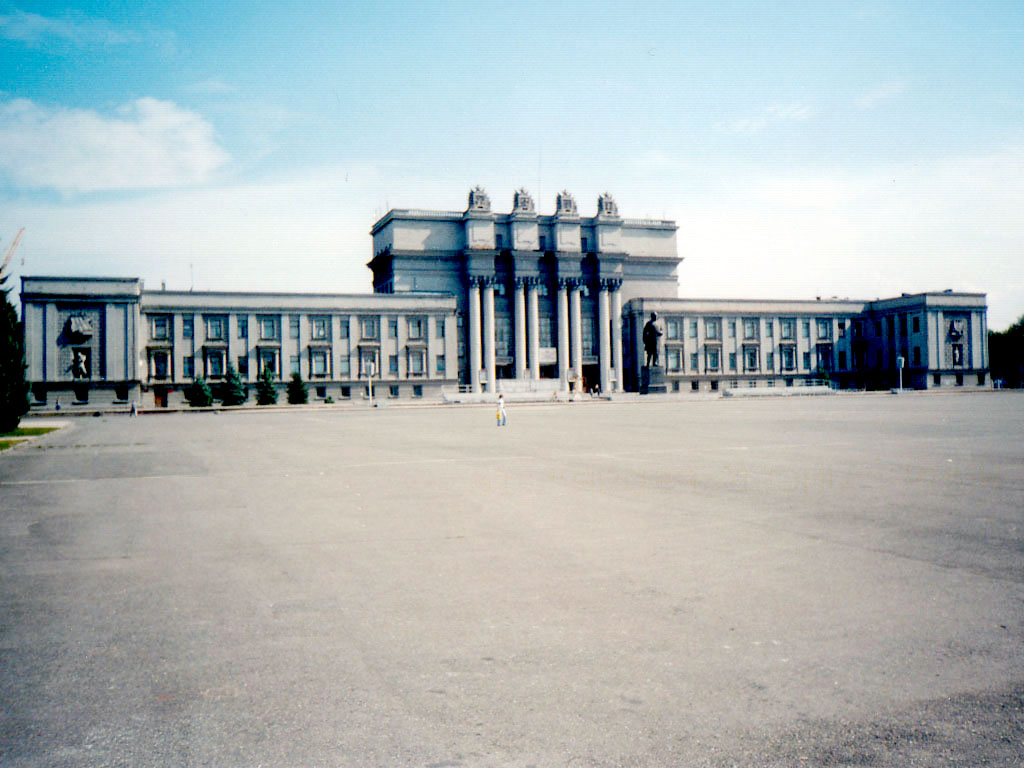
Площадь Куйбышева, на фото Самарский академический театр оперы и балета

Ленинский район — один из внутригородских районов города Самары. Является одним из старейших районов города, выполняя роль центра деловой, культурной и административной жизни.

## География
Ленинский район расположен в центральной части Самары и граничит с тремя другими районами: Железнодорожным, Самарским и Октябрьским. С запада границей является берег реки Волги. Население: 62,4 тыс. чел. (1.01.2010).
Границы района пролегают по улицам Льва Толстого, Буянова, Вилоновской, Чернореченской, Владимирской, пр. Карла Маркса, Киевской, Пролетарской, Московскому шоссе, Мичурина, Полевой.

## История
Ленинский район — один из старейших в Самаре — в 1918 году был выделен как второй район города. Своё название получил 8 января 1933 года. Тогда он занимал территорию от Ульяновской улицы до 4-й просеки, 292 гектара.
В 1956 году границы района были пересмотрены. В настоящих границах район существует с сентября 1979 года.
С Ленинским районом связана деятельность членов Самарской организации РСДРП. Многие улицы в районе носят их имена: Арцыбушевская, Братьев Коростелёвых, Галактионовская и другие.

## Население
Население района в 1936 году: 54 тысячи.
| 1959    | 1970    | 1979    | 1989    | 2002    | 2010    | 2012    | 2013    | 2014    |
| ------- | ------- | ------- | ------- | ------- | ------- | ------- | ------- | ------- |
| 107 996 | ↘88 025 | ↘73 660 | ↗77 851 | ↘64 975 | ↗65 485 | ↘65 248 | ↘65 127 | ↘65 073 |
| 2015    | 2016    | 2017    | 2018    | 2019    | 2020    | 2021    |         |         |
| ↘64 594 | ↘63 781 | ↘63 139 | ↘62 431 | ↘61 557 | ↘61 276 | ↗61 542 |         |         |

## Застройка
Ленинский район — деловой центр города. Строительство жилья производится по индивидуальным проектам с учётом современных требований градостроительства. На улицах Садовой, Самарской, Ярмарочной до сих пор можно найти уникальные образцы деревянного зодчества.

## Достопримечательности
- Струковский сад. В 1848 году по личному указанию симбирского губернатора князя Черкасского у начальника соляной части полковника Г. Н. Струкова был конфискован в пользу города его личный сад, который являлся частью существовавшей природной рощи. Позднее к саду прикупили дачный участок купца П. С. Синягина, и территория сада тогда значительно расширилась.
- Самарский академический театр оперы и балета
- Академический театр драмы имени М. Горького
- Самарский муниципальный театр «Самарская площадь»
- Самарский театр кукол
- Самарский областной историко-краеведческий музей имени Петра Алабина
- Самарский музей-усадьба Алексея Толстого и скульптура Буратино
- Музей модерна в Особняке Курлиной
- Дом-музей Семьи Ульяновых
- Набережная реки Волги
- Самарская площадь
- Площадь Славы
- Храм Георгия Победоносца
- Католический костёл Храм Пресвятого Сердца Иисуса
- Музей «Бункер Сталина»
- Дом-музей Михаила Фрунзе
- Дом-музей и памятник Эльдара Рязанова
- Памятник Василию Чапаеву
- Памятник Владимиру Высоцкому
- Памятник первому воеводе и основателю города князю Григорию Засекину
- Монумент Славы
- ЦСКА (бассейн, Самара)
- Самарский Иверский женский монастырь

## Фильмография
В Ленинском районе происходили съёмки ряда эпизодов 
- новогодней комедии Тимура Бекмамбетова «Ёлки 3» (2013)[20]
- телесериала «Жизнь и судьба» (2012).